# Saint-Genès-Champespe
 Saint-Genès-Champespe  es una población y comuna francesa, situada en la región de Auvernia, departamento de Puy-de-Dôme, en el distrito de Issoire y cantón de La Tour-d'Auvergne.

## Demografía
| 526 | 543 | 488 | 414 | 317 | 259 |
| Para los censos de 1962 a 1999 la población legal corresponde a la población sin duplicidades (Fuente: INSEE [Consultar]) |     |     |     |     |     |